# Mara De Paulis
Mara de Paulis (...) è una scrittrice e giornalista italiana.

## Biografia
Il suo primo romanzo Gilbert: nascita e morte di un rivoluzionario, uscito in Italia presso la Shakespeare & Company Florentia, con prefazione di Alessandro Galante Garrone, ha vinto nel 1992 il Premio Italo Calvino (ex aequo con Marcello Fois) ed è stato tradotto e pubblicato in Francia.
Ha scritto con altri La Rivoluzione del Calendario (su Gilbert Romme e il Calendario rivoluzionario francese); ha tradotto dal francese Jean Rocchi, L'errance et l'hérésie, ed. Bourin 1989, con il titolo Giordano Bruno, l'eretico errante, ed. Liber Internazionale 1997.
Ha tenuto per quindici anni una rubrica di recensioni librarie sulla rivista école.

## Opere
- Mara de Paulis, Giuseppe Pontremoli, Mario Salomone, La Rivoluzione del Calendario, Torino, il manifesto / rossoscuola, 1988.
- Mara de Paulis, Gilbert. Nascita e morte di un rivoluzionario, Premio Italo Calvino, Firenze, Loggia De' Lanzi, 1996 (2ª edizione).
- Jean Rocchi, Giordano Bruno, l'eretico errante, traduzione: Mara de Paulis, Pavia, Liber Internazionale, 1997.